# Red stolpa in meča
Red stolpa in meča, poguma, zvestobe in za zasluge (portugalsko Ordem Militar da Torre e Espada do Valor, Lealdade e Mérito) je portugalski najvišji viteški red, ki ga je leta 1459 ustanovil kralj Afonso V. Portugalski.
Red je namenjeno za portugalske in tuje osebe, ki so se odlikovali na vojaške, političnem ali civilnem področju.
Trenutno ima red naslednje stopnje:
- velika ovratnica,
- veliki križ,
- veliki častnik,
- poveljnik,
- častnik in
- vitez.